# SummerSlam (2012)
SummerSlam 2012 — двадцать пятое в истории шоу SummerSlam, PPV-шоу производства американского рестлинг-промоушна WWE. Шоу состоялось 19 августа 2012 года в Лос-Анджелесе, Калифорния, США на арене «Стэйплс-центр».

## Превью

### Triple H против Брока Леснара
30 апреля 2012 года на WWE Monday Night RAW был показан сегмент между Броком Леснаром и COO компании Triple H, в результате которого Игрок получил перелом руки, ставший исходом захвата оной Броком Леснаром.
Игрок появился на No Way Out. Его речь была почти полностью адресована Броку Леснару. Игрок вызывал Брока на бой на SummerSlam. Также, Игрок требовал отзыв судебных исков в отношении его и WWE, выдвинутых представителем Леснара, Полом Хейманом. 18 июня на RAW появился Хейман, и отказал Игроку во всех его требованиях, за что был атакован самим Игроком.
На тысячный выпуск Monday Night Raw, прошедший 23 июля в Сент-Луисе, Миссури, был анонсирован сегмент между Броком Леснаром и Игроком, в результате которого должна была завершиться история с матчем на SummerSlam. Вместо Брока в очередной раз вышел его представитель Пол Хейман. Он вновь отказал Игроку, попутно задев его разговором про детей. Вышедшая жена Левека, Стефани МакМэн, а также сам Левек атаковали Хеймана, вынудив его согласиться на матч между Броком Леснаром и Игроком на SummerSlam.

### СМ Панк против Биг Шоу против Джона Сины
На Money in The Bank Джон Сина выиграл матч с лестницами за контракт, по которому можно устроить матч за пояс чемпиона WWE в любое время. В том же матче участвовал Биг Шоу, с которым Сина враждовал ещё с Over The Limit, когда Шоу помог Джону Лауринайтису победить Сину. На No Way Out Сина победил Шоу в поединке в стальной клетке, из за чего Лауринайтис был уволен. На следующем RAW, чемпион WWE СМ Панк вступил в конфронтацию с Биг Шоу. Шоу пообещал, что Панк потеряет титул. В мейн ивенте шоу они бились, и Панк победил по дисквалификации. Шоу избивал Панка, но выбежал Сина с чемоданом. Биг Шоу призывал Сину использовать контракт, но Джон вырубил Самого Большого Атлета в Мире кейсом Сорви Банк и заявил, что использует контракт на 1000 эпизоде RAW. На этом шоу появился Рок, который сказал СМ Панку, что он сразится с Чемпионом на Королевской Битве. В мейн ивенте шоу, Сина и Панк бились за титул. Биг Шоу вмешался в матч, и Сина выиграл матч, но не получил титул, став первым, кто неудачно использовал контракт. После матча, Биг Шоу избивал Сину, но на помощь выбежал Рок. Он начал драку с Шоу, но неожиданно СМ Панк напал на Рока, проведя ему клоузлайн и ГТС, тем самым совершив хилл терн. На следующем шоу, Генеральный Менеджер Эй Джей заявила, что Джон Сина и Биг Шоу будут драться за претендентство. Панк вмешался в матч. За это, Эй Джей назначила трехсторонний поединок за титул чемпиона WWE.

## Поединки
| #                                | Поединок                                                                                | Тип Поединка                                               | Время |
| -------------------------------- | --------------------------------------------------------------------------------------- | ---------------------------------------------------------- | ----- |
| Pre-Show                         | Антонио Сезаро (с Аксаной) победил Сантино Мареллу (с)                                  | Одиночный поединок за титул Чемпиона Соединенных Штатов    | 5:08  |
| 1                                | Крис Джерико победил Дольфа Зигглера (с Вики Герреро)                                   | Одиночный поединок                                         | 13:05 |
| 2                                | Дэниел Брайан победил Кейна                                                             | Одиночный поединок                                         | 8:02  |
| 3                                | Миз (c) победил Рея Мистерио                                                            | Одиночный поединок за титул Интерконтинентального Чемпиона | 9:09  |
| 4                                | Шеймус (с) победил Альберто Дель Рио (с Рикардо Родригесом)                             | Одиночный поединок за титул Чемпиона Мира в тяжелом весе   | 11:22 |
| 5                                | Кофи Кингстон и R-Truth (c) победили The Prime Time Players (Даррен Янг & Тайтус О’Нил) | Командный поединок за титулы Командных Чемпионов WWE       | 7:07  |
| 6                                | СМ Панк (с) победил Джона Сину и Биг Шоу                                                | Поединок «Тройная Угроза» за титул Чемпиона WWE            | 12:34 |
| 7                                | Брок Леснар (с Полом Хейманом) победил Triple H                                         | Одиночный поединок до победного удержания или подчинения   | 18:45 |
| (c) – чемпион на момент поединка |                                                                                         |                                                            |       |